# Bukinista

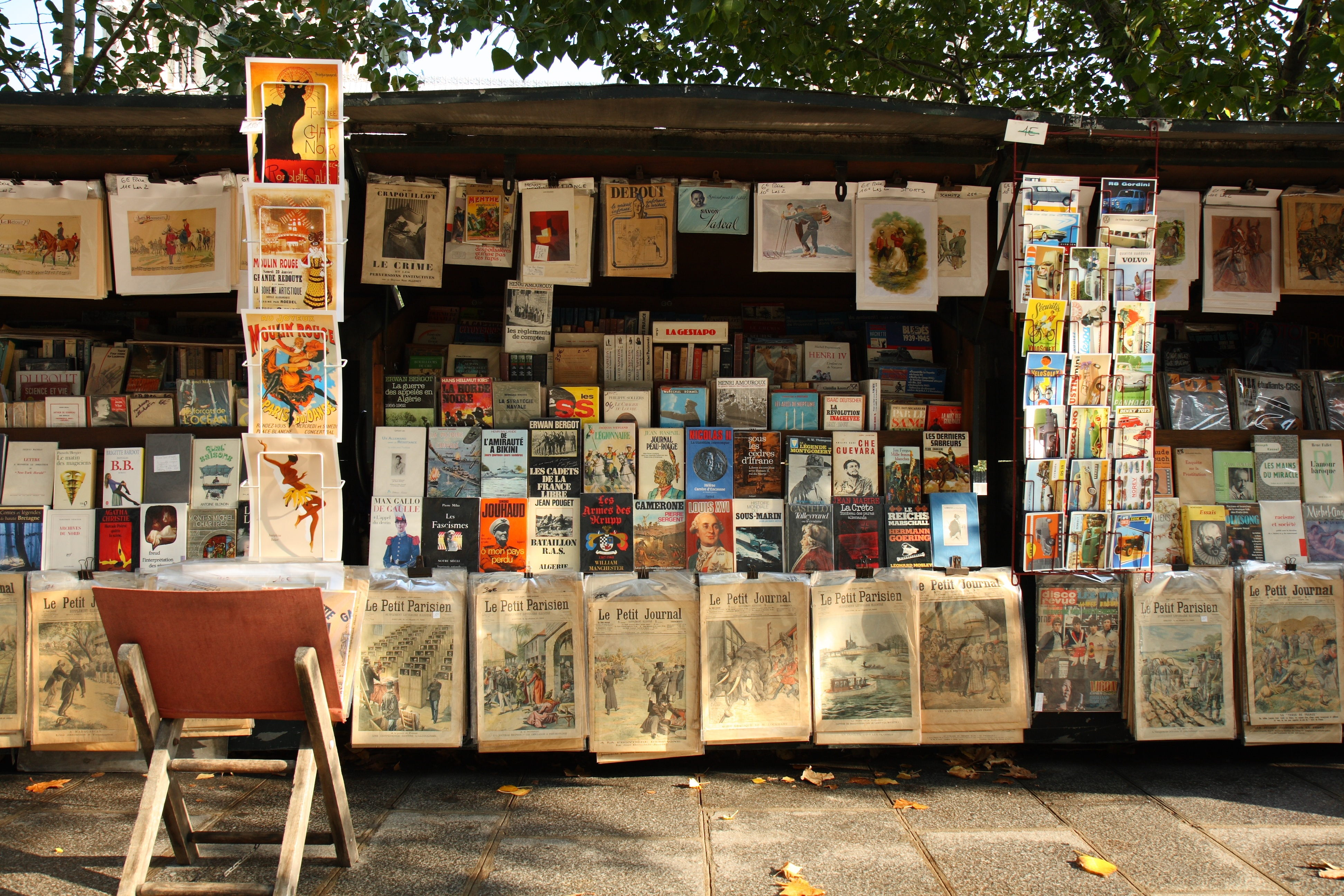
Stoisko bukinistów w Paryżu

Bukinista (z fr. bouquiniste od bouquin – pot. "książka") – uliczny antykwariusz, handlujący starymi i używanymi książkami. Nazwa początkowo odnosiła się głównie do paryskich antykwariuszy handlujących na stoiskach nad Sekwaną.
Bukinistami nazywano też potocznie w Polsce sprzedawców nowych książek – rozkwit tej formy handlu książkami w Polsce nastąpił na przełomie lat 80. i 90. XX wieku, gdy starano się nadrobić luki na rynku księgarskim i publikowano setki tytułów niedostępnych wcześniej w oficjalnym obiegu, sprzedawanych ze straganów i na placach targowych. Potem ta forma handlu praktycznie zanikła, ustępując miejsca księgarniom (dla nowych książek) i antykwariatom (dla używanych książek).

## Noc Bukinistów
Wydarzenie organizowane od 2012 roku dwa razy w roku, na ul. Stawowej w Katowicach. W trakcie Nocy Bukinistów odbywają się wyprzedaże, kiermasze i wymiany książek.